# Héctor Zaraspe
Manuel Héctor Zaraspe (* 8. Juni 1930 in Aguilares; † 13. Februar 2023 in New York City) war ein argentinischer Balletttänzer, Choreograph und Ballettlehrer.

## Leben
Zaraspe wurde am Teatro Colón von Esmée Bulnes, Gema Castillo und Otto Weber ausgebildet. Er arbeitete elf Jahre in Spanien und tourte 1964 erstmals mit dem Antonio Ballet de Madrid durch die USA. 1965 wurde er der Ballettmeister von Margot Fonteyn und Rudolf Nurejew. Er wirkte dann als Ballettmeister für Nurejew, Fonteyn und Carla Fracci an dem Film I am a Dancer mit und schuf Choreographien für John Paul Jones (mit Bette Davis und Robert Stack), Spartacus (mit Kirk Douglas) und 55 Days in Peking (mit Charlton Heston und Ava Gardner).
Als Ballettlehrer arbeitete Zaraspe u. a. für Les Grandes Ballets Canadiens, das Holländische Nationalballett, die internationalen Ballettwettbewerbe in Köln und Kapstadt und die Metropolitan Opera in New York. Ab 1970 unterrichtete er an der Juilliard School, die inzwischen den Zaraspe Prize für den besten Choreographen der Schule vergibt. Selbst wurde er u. a. mit Preisen der Fulbright-Kommission, der UNESCO, der Ehrenmedaille des Consejo Brasileño de la Danza, des Ballet Metropolitano de Caracas und einem Premio Conex ausgezeichnet. Mit der Gruppe Tango Passion tourte er als Choreograph und Direktor durch Nordamerika und Europa.